# Mladost (tvornica pozamanterije)
Mladost je tvornica iz Subotice. Po vlasničkoj strukturi je dioničko društvo.
Sjedište tvrtke je bio na adresi Senćanski put 71, Subotica, a kolovoza 2010. je Upravni odbor odlučio preseliti tvrtku u DD Željezničar.
Proizvodi pozamanteriju, tapete i sanitetski materijal.